# أبو حمزة القرشي
أبو حمزة القرشي هو المتحدث الرسمي السابق لتنظيم الدولة الإسلامية، عين بعد وفاة أبو الحسن المهاجر في 27 أكتوبر 2019، وجاء الإعلان عن اسمه لأول مرة في 31 أكتوبر 2019 في كلمة صوتية له من إنتاج مؤسسة الفرقان بعنوان: «وَمَنْ أَوْفَى بِمَا عَاهَدَ عَلَيْهُ اللَّهَ فَسَيُؤْتِيهِ أَجْرًا عَظِيمًا»، وتم تعريفه باسم «الشيخ المهاجر أبو حمزة القرشي».
أعلن أبو حمزة في كلماته الصوتية الأولى عن مقتل أبي بكر البغدادي، فنعاه وكذلك نعى المتحدث السابق أبو الحسن المهاجر؛ وأعلن عن قيام «مجلس شورى الدولة الإسلامية» ببيعة أبي إبراهيم الهاشمي القرشي «أميرًا للمؤمنين وخليفةً للمسلمين»، وطالب المسلمين في جميع أنحاء العالم ببيعة الخليفة الجديد وتوعد الولايات المتحدة الأمريكية بالثأر لمقتل البغدادي. قائلًا: «لا تفرحي أميركا بمقتل الشيخ البغدادي»، مضيفًا: «ألا تدركين أميركا أن الدولة اليوم تقف على أعتاب أوروبا ووسط أفريقيا بل هي ممتدة باقية بإذن لله من المشرق إلى المغرب».
في بيان لتنظيم الدولة الإسلامية في 10 مارس 2022، أكد التنظيم مقتل المتحدث الرسمي له أبو حمزة القرشي وزعيمه السابق أبو إبراهيم الهاشمي القرشي وأعلن عن تعيين أبو الحسن الهاشمي القرشي خلفاً له وأبو عمر المهاجر خلفاً لأبي حمزة القرشي كمتحدث رسمي للتنظيم.

## الكلمات الصوتية
أصدرت مؤسسة الفرقان خمس كلمات صوتية لأبي حمزة القرشي كان أولها بعنوان: «وَمَنْ أَوْفَى بِمَا عَاهَدَ عَلَيْهُ اللَّهَ فَسَيُؤْتِيهِ أَجْراً عَظِيماً» في ربيع الأول 1441 هـ وأخرها بعنوان: «وَأَنتُمُ الأَعلَونَ إِن كُنتُم مُؤمِنِينَ» في ذي القعدة 1442 هـ.
| م | العنوان                                        | التاريخ             | المدة |
| - | ---------------------------------------------- | ------------------- | ----- |
| 1 | وَمَنْ أَوْفَى بِمَا عَاهَدَ عَلَيْهُ اللَّهَ فَسَيُؤْتِيهِ أَجْراً عَظِيماً | ربيع الأول 1441 هـ  | 07:37 |
| 2 | دَمَّرَ اللهُ عَليهِم وللكَافرِينَ أمثَالُها               | جمادى الآخر 1441 هـ | 37:26 |
| 3 | وَسَيَعْلَمُ الْكُفَّارُ لِمَنْ عُقْبَى الدَّارِ                   | شوال 1441 هـ        | 39:35 |
| 4 | فَاقْصُصِ الْقَصَصَ لَعَلَّهُمْ يَتَفَكَّرُونَ                      | ربيع الأول 1442 هـ  | 32:10 |
| 5 | وَأَنتُمُ الأَعلَونَ إِن كُنتُم مُؤمِنِينَ                   | ذو القعدة 1442 هـ   | 37:41 |

## روابط خارجية
- الكلمات الصوتية لأبي حمزة القرشي على أرشيف